# Доссетт, Джон
Джон До́ссетт (англ. John Dossett; 15 апреля 1958) — американский актёр и певец. За свою кинокарьеру, которая длится с 1989 года, снялся более чем в 25-ти фильмах и телесериалах. Женат на актрисе Мишель Поук , от которой есть сын Джек (род.2000). Пара проживает в Саут-Ориндже, Нью-Джерси.